# Ernest Guéguen
Ernest Guéguen (Saint-Servan, 30 mei 1885 – Souain-Perthes-lès-Hurlus, 25 september 1915) was een Frans voetballer. Hij was de eerste Bretoen ooit in het Frans voetbalelftal.

## Biografie
Guéguen droeg van 1908 tot 1914 het shirt van US Servannaise et Malouine, waar hij als aanvaller speelde. In die periode werd Guéguen opgeroepen voor het Frans voetbalelftal: op 27 februari 1913 speelde hij een vriendschappelijke interland tegen het Engels amateurvoetbalelftal, een wedstrijd die Frankrijk met 4-1 verloor. Guéguen werd hierdoor de eerste Bretoense voetballer die uitkwam voor Frankrijk – in die periode werden vooral spelers uit Parijs en Noord-Frankrijk opgeroepen.
Guéguen vocht tijdens de Eerste Wereldoorlog in het 247e regiment van de infanterie. Hij sneuvelde op 25 september 1915 in Souain-Perthes-lès-Hurlus tijdens de slag bij Champagne.